# Матевощук Юрій Олександрович

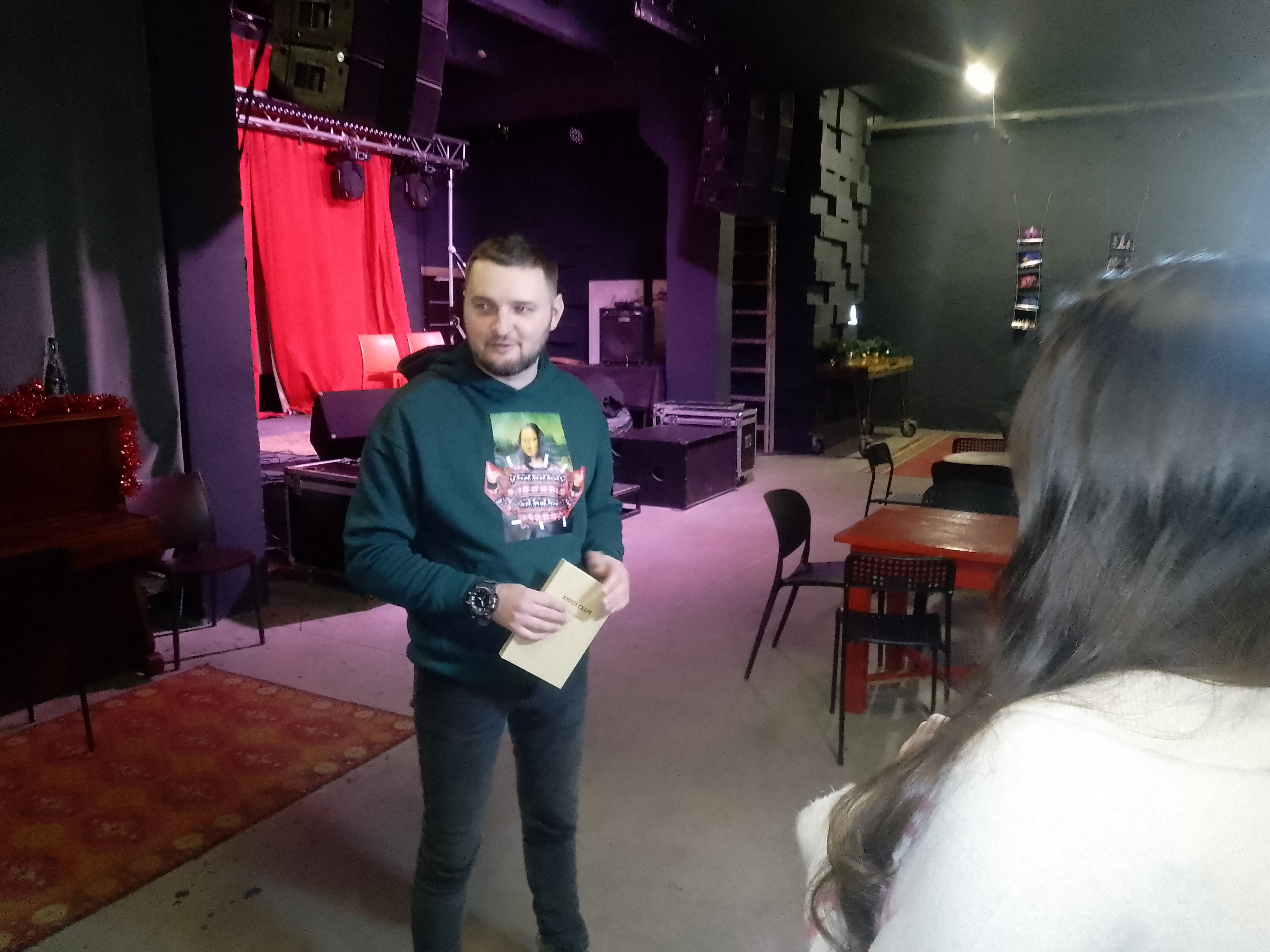
Презентація "Книги скарг"

Юрій Матевощук (нар. 25 квітня 1991, Ланівці, Тернопільська область) — український поет, перекладач, засновник поетичного конкурсу «Dictum». Наймолодший на Тернопільщині член Національної спілки письменників України (2014). Член Українського ПЕН.

## Біографічні дані
Народився 25 квітня 1991 року в м. Ланівці Тернопільської області. У 2007—2012 роках навчався у Тернопільському національному педагогічному університеті за спеціальністю «Українсько-польська філологія». У 2008 році, під час навчання в університеті, став учасником літературної студії «87», координатором якої залишався до 2013 року.
З 2012 до 2017 року – головний редактор видавництва "Крок". 
В 2013 році започаткував поетичний конкурс "Dictum".
З листопада 2015 р. — арт-менеджер книгарні «Є» в Тернополі.
З 2017 по 2019 рік працював журналістом та ведучим на телеканалі "UA:Тернопіль", інформаційно-розважальне шоу "Файний ранок". 
У листопаді 2018 року як журналіст брав участь у програмі обміну та навчання "Open World" у Вашингтоні та Канзас Сіті, США.
У 2019 році започаткував мистецький проект "Тe.Artists". У 2020 році став учасником Харківської літературної резиденції.
З 2019 до 2022 року був керівником Культурного центру Єловицьких у Ланівцях. З 2022 в ЗСУ.

## Літературна праця
2007 року Юрій Матевощук дебютував віршем «Lacrimosa» в газеті «Голос Лановеччини». Автор книжок «Прототип» (2011), «Метрополь» (2014), «Книга скарг» (2024). Увійшов до відеоантологій «Римовані міста» (2012) та «Провесінь Тернопілля»(2012). Співавтор книжки «Люди погоди» (2015). Окремі твори друкувалися у різноманітних антологіях та літературних журналах. Укладач антологій «87»: том 2" (2012) та Антології мистецького фестивалю «Ї» (2015). Автор перекладів книжок Корнеля Філіповича «Провінційний роман» (2015) і Пйотра Черського «Отець відходить» (2018, в-во «Крок», 112 с.).
Окремі твори Юрія Матевощука перекладено англійською, білоруською, німецькою та польською мовами.

## Мистецькі заходи
Учасник і організатор багатьох фестивалів та мистецьких заходів. З 2016 року координатор та програмний директор мистецького фестивалю «Ї» в Тернополі, а також координатор сцени Amphitheatre на фестивалі «Файне місто». Серед інших — Літературний фестиваль в рамках «Форуму видавців» у Львові (2009—2016), «Книжковий Арсенал» (Київ, 2012—2015), «Київські Лаври» (Київ, 2014—2015), «Meridian Czernowitz» (Чернівці, 2015), «Вершы на асфальце» (Мінськ, 2015), «Razomfest» (Львів, 2015—2016), «Artgnosis» (Вінниця, 2015), «ArtTerytory» (Луцьк, 2015), «Targi Książki» (Краків, 2015), «Запорізька толока» (Запоріжжя, 2015), «Кінохвиля»(Тернопіль, 2017-2019). У 2020 році разом з Юрієм Завадським відзняли відеосюжет про Корнеля Філіповича.

## Власні твори
- «Прототип»: вірші. — Тернопіль: Крок, 2011. — 98 с.
- «Alive»: вірші. — Тернопіль: Крок, 2012. — 48 с. ISBN 9786176920502
- «Аверс і Реверс»: вірші. — Тернопіль: Крок, 2013. — ISBN 9786176921202
- «Метрополь»: вірші. — Тернопіль: Крок, 2014. — 212 с. ISBN 9786176922223
- «Говорить Майдан»: вірші. (К., 2014) (співавтор)
- «Люди погоди»: вірші. — Тернопіль: Крок, 2015. — 148 с. ISBN 9786176922568 (співавтор)
- «Морфи і морфій»: вірші. — Тернопіль: Крок, 2017. — ISBN 9786176924302
- «Іній» (2019)
- «Стаміци»: вірші. — Тернопіль: Крок, 2022. — 132 с. ISBN 9786176928447
- «Книга скарг».  — Тернопіль: Крок, 2024. — 240 с.  ISBN 978-617-692-907-9[11]

### Переклади з польської
- Пйотр Черський. «Отець відходить». — Тернопіль: Крок, 2018. — 112 с.
- Корнель Філіпович. «Щоденник антигероя. Сад пана Нічке». — Тернопіль: Крок, 2020.- 320 с.
- Корнель Філіпович. «Провінційний роман. Скажи це слово». — Тернопіль: Крок, 2020. — 240 с.
- Юстина Соболевська. «Мирон, Ілля, Корнель. Розповідь про Корнеля Філіповича». — Тернопіль: Крок, 2021. — 448 с.
- Марта Ґусньовська. «А хай то качка копне!» (2018)
- Конрад Янчура. «Контрабандисти». — Тернопіль: Крок, 2019. — 174 с. ISBN 9786176925378

## Нагороди і відзнаки
- Переможець фестивалю відеопоезії «Taburetka Art Skin» (2012)
- Друге місце за результатами наради творчої молоді від Національної спілки письменників України (2013)
- Друге місце на Всеукраїнському поетичному конкурсі «Гайвороння» (2014)
- Премія імені Степана Будного (2015)
- Премія від журналу «Літературний Тернопіль» за найкращу поетичну добірку року (2017)
- Премія імені Володимира Лучаківського в номінації «Культурно-мистецькі, наукові та інноваційні досягнення» (2019)